# Canboulay
Canboulay (dal francese cannes brulées, che significa "bastoni bruciati") è una simulazione di combattimenti con bastoni e riti processionali rievocativi e commemorativi alla luce di torce di canne di bambù o di zucchero. È il precursore del Carnevale di Trinidad e Tobago, ha svolto un ruolo importante nello sviluppo della musica di Trinidad e Tobago, dove la musica calypso ha le sue radici.

## Storia

### Il Canboulay antico, le origini
Con la scoperta dell'isola nel 1498 durante il terzo viaggio di Cristoforo Colombo, Trinidad diviene territorio e colonia dell'Impero Spagnolo, avamposto strategico e privilegiato, grazie alla sua favorevole posizione geografica, per il controllo della contigua area continentale corrispondente all'odierna America Meridionale. La Corona di Spagna, che aveva molto contribuito allo sviluppo e al progresso dell'isola, con la Cedula della Popolazione del 1783 estende e favorisce gli europei disposti a trasferirsi a Trinidad. Con questa legge i coloni francesi, per sfuggire ai disordini della Rivoluzione francese in madrepatria, i loro schiavi creoli, uomini di colore e mulatti liberi dalle isole vicine di Saint Vincent, Grenadine, Grenada, Guadalupe, Martinica e Dominica, hanno popolato Trinidad per lavorare le piantagioni di canna da zucchero, incentivati dall'esenzione dalle tasse per dieci anni e le attribuzioni di appezzamenti di terreno idonei alle coltivazioni. La popolazione costituita inizialmente dagli Amerindi Caraibici e Arawak indigeni, si arricchisce di meticci e di mulatti dovuti ai consistenti traffici di schiavi africani da oltre Atlantico. In breve la popolazione di Trinidad si decuplica passando dai poco meno di 1.400 abitanti nel 1777 alle oltre 15.000 unità entro la fine del 1789. Nel 1797 Trinidad divenne una colonia della Corona Britannica, con una popolazione di lingua francese e soggetta alle leggi spagnole e assieme a Tobago è inserita nei territori delle Indie Occidentali Britanniche o (British West Indies) nome dovuto all'erronea convinzione dello scopritore genovese d'aver raggiunto le Indie di Marco Polo effettuando il percorso via mare in senso opposto. Questi nuovi immigrati costituiscono le comunità locali di Blanchisseuse, Champs Fleurs, Cascade, Carenage e Laventille. Le pratiche Canboulay consistono nella simulazione di combattimenti con bastoni (l'odierno Stickfighting) e dell'insieme dei riti processionali rievocativi e commemorativi alla luce di torce. Fondendo i costumi Canboulay con quelle che in origine erano feste per il raccolto, fatte di suoni, canto e danza, con l'accompagnamento cantato e ritmato del lavoro dei campi nella forma africana Kaiso e con la satira verso i costumi di una classe dominatrice e spesso arrogante, ecco che tutto questo costituisce il precursore dell'attuale Carnevale di Trinidad e Tobago. Le pratiche Canboulay si identificano ben presto col Carnevale importato dai francesi, derivato da esso e integrato dagli usi e tradizioni degli schiavi al loro servizio. Inizialmente vigeva il divieto di partecipare alle feste di stampo europeo e confinati nei loro alloggi. Col tempo anche gli schiavi furono ammessi, combinando elementi dalle loro culture alle feste dei loro padroni ma, spesso anche a imitare e talvolta scimmiottare beffardamente il comportamento dei loro superiori nei balli in maschera.

### Il Canboulay moderno
Con l'abolizione della schiavitù nel 1838, i discendenti degli schiavi hanno liberato la loro versione di festeggiare per le strade attraverso l'espressione dei tamburi, delle sezioni ritmiche come il bambù Tamboo e di altri usi e costumi di ogni nuova popolazione immigrata a Trinidad. Con l'Emancipation Bill sono adottate le pratiche Canboulay per celebrare l'Emancipation Day, ricorrenza festeggiata inizialmente il 1º agosto, segnata spesso da scontri tra gruppi di festaioli. Scontri erano generati da duelli di canzoni tra le chantwells, sovente aggravati da violenza fisica. I combattimenti simulati con i bastoni e gli accompagnamenti musicali con percussioni dell'Africa occidentale tollerati per alcuni anni sono stati vietati nel 1880, 1881 e 1883 in risposta ai disordini Riots Canboulay e le leggi inglesi dell'epoca. I bastoni sono stati sostituiti da canne di bambù, che sono state a loro volta vietate per evitare problemi di ordine pubblico. Le cause degli scontri erano sempre da attribuire alle pessime condizioni sociali ed economiche in cui versavano grandi strali di popolazione, i cittadini per evitare di essere riconosciuti durante le dimostrazioni di esultanza, non sempre pacifiche in molte località dell'isola, presero l'abitudine di cospargersi il corpo di cioccolato, grasso, olio e pitture, catrame, melassa. Le percussioni sono ricomparse nel 1937 con l'utilizzo di materiali di riciclo: bottiglia-e-cucchiaio, coperchi di pentole e pattumiere, raccolte di padelle, fusti di benzina dando origine alle bande steel pans suonate dai Panmen. Regolamentati e disciplinati, i festeggiamenti furono spostati a Carnevale e la rievocazione dei Disordini Canboulay denominata J'Ouvert fatta coincidere con le sfilate notturne del Carnevale del Lunedì Grasso.

### Il Canboulay nel J'Ouvert oggi
J'Ouvert (dal francese 'jour ouvert' o 'day open', ovvero giorno in cui alcuni comportamenti sono regolamentati e consentiti, rievocazione dei riti Canboulay dall'impronta festosa commemorativa). Altrimenti conosciuto come Canboulay o Carnevale dei discendenti degli Schiavi è la più rituale delle celebrazioni fra le più antiche espressioni di storia, folklore e cultura dell'isola. Unti come i vecchi dimostranti dei Riots Canboulay, bande urlanti di figuranti mimano diavoli, demoni, mostri e folletti dimenticando ogni inibizione ed esorcizzando la paura del buio, dell'oscurità ricalcando l'espressione felice e festosa degli schiavi nei festeggiamenti per la riconquistata libertà dalla schiavitù concessa nel 1838. Espressione della libertà ritrovata, rasenta gli eccessi proprio nella riproposizione dei riti carnevaleschi. Il J'Ouvert è il momento della gioiosa rievocazione, del riconoscimento delle proprie radici, dell'affermazione d'appartenenza indelebile ad identità culturale definita e consolidata.
I "chantwell" o "chantuelle" sono parte integrante delle celebrazioni in quanto precursori del calypso, oggi del genere soca calypso.